# Danah Boyd
Pour les articles homonymes, voir Boyd.
Danah Boyd, nom stylisé en danah boyd (sans majuscules), née sous le nom de Danah Michele Mattas le 24 novembre 1977 à Altoona (Pennsylvanie), est une chercheuse américaine en communication.
Elle est chercheuse en chef chez Microsoft Research et mène des recherches incluant des projets sur la culture des jeunes, la vie privée, les pratiques socio-techniques, la sécurité en ligne, la traite des humains et la visibilité. Elle occupe également les postes de professeure assistante de recherche en « Média, culture et communication » à l'Université de New York, de chercheuse invitée à la Faculté de droit de Harvard et de professeure adjointe à l'Université de Nouvelle-Galles du Sud. Elle reçoit un doctorat en 2008 à l'École d'information de l'Université de Californie à Berkeley (sous la direction de Peter Lyman (en) et Mimi Ito (en)).
La recherche de Danah Boyd porte sur les concepts de vie privée, contexte, culture des jeunes, médias sociaux et BigData. Elle tient deux blogs, danah.org et zephoria.org, où elle se présente en quelques lignes et entraîne ses lecteurs dans des réflexions personnelles avec sérieux mais toujours avec une pointe d'humour. On y trouve également l'ensemble de ses publications, contributions, publications sur des blogs qui traitent de questions particulières en profondeur.
Le nom zephoria fait également écho à son compte Twitter.

## Biographie

### Jeunesse
Danah Michele Mattas nait le 24 novembre 1977 à Altoona en Pennsylvanie. Son frère, Ryan, naît deux ans plus tard. Ses parents divorcent cinq ans plus tard et elle déménage avec sa mère et son frère à York, en Pennsylvanie. La famille déménage à Lancaster quelques années plus tard, au moment du remariage de sa mère. Au lycée, elle fréquente les forums de discussion électronique. Elle évoque particulièrement un échange avec un jeune soldat de retour de la guerre du Golfe, alors qu'elle envisageait d'entrer dans l'armée. Elle s'affirme queer. Six années plus tard, sa mère et son beau-père divorcent mais la mère de Danah reste à Lancaster. Elle décide de changer son nom de famille en boyd et de supprimer la majuscule de son prénom.
Son frère l’initie à l’informatique, il possède un compte EPIX sur Internet et cela excite sa curiosité. Elle se met à utiliser l’IRC (l’Internet Relay Chat) et à fréquenter l’Usenet. Elle découvre les rapports intenses qui existent entre utilisateurs éloignés. Elle discute de tous les sujets avec des utilisateurs anonymes : sexualité, identité et toutes autres angoisses adolescentes. À ce propos, danah délivre une anecdote à France Culture concernant son intérêt à l'époque pour le sexe et la sexualité sur Internet. Elle raconte avoir participé à une séance de sexe en ligne avec des amis, inventant un faux profil : « On a choisi une image d’une femme totalement irréelle, personne ne pouvait y croire, elle avait une énorme poitrine, elle était hypersexuelle, une sorte de fantasme ». Elle considère cette expérience plus formatrice que dangereuse.
Elle crée sa première page Internet en 1995 ; un site où sont reproduites les paroles des chansons de Ani DiFranco. Fan de musique au collège, elle suit des cours de rock classique. Au lycée, elle écoute du ska, de l’alternatif et du punk rock. Son intérêt pour le rock classique lui fait apprécier les groupes des années 1960 et 1970. Par la suite, en suivant Sarah McLachlan, elle développe une obsession pour les artistes féminines (chanteuses et autrices-compositrices) ce qui la mène aux concerts de Tori Amos et de Ani DiFranco. Son obsession pour cette dernière est immédiate et persistante.
Ses années à l’école secondaire ne sont pas toujours faciles. Elle attribue d’ailleurs sa « survie » dans ce milieu à trois choses : sa mère, Internet et un camarade de classe misogyne. Sa mère lui apportait une sécurité affective, Internet lui ouvrait le monde, et son copain misogyne avec qui elle se dispute énormément et pour qui les femmes ne peuvent pas pratiquer les sciences, lui donne des objectifs pour lesquels elle a envie de se battre.

### Études[6]
Danah boyd commence son cursus universitaire à l’Université de Brown. Elle entame des études de mathématiques et s’inscrit au cours d’introduction à l’informatique de Andries van Dam, avant de se rendre compte que les mathématiques ne lui conviennent pas. Elle se dirige alors vers l’informatique. Elle obtient son diplôme avec les honneurs et rend un travail de fin d'études sur Depth Cues in Virtual Reality and the Real World: Understanding Individual Differencesin Depth Perception by Studying Shape-from-shading and Motion Parallax.
Lors de l'été 2000, elle continue sa formation universitaire à l’Institut Technologique du Massachusetts (MIT). Elle travaille essentiellement sur le sujet des outils de visualisation et aborde également une étude portant sur la présence des jeunes en ligne. Ses travaux sont supervisés par Genevieve Bell. Cette dernière va l’initier à l’ethnographie ainsi qu’à l’anthropologie. À la fin de son cursus à l’institut, elle élabore une thèse qui réunit tous les sujets pour lesquels elle a montré de l’intérêt lors de son cursus universitaire. Elle réalise alors une thèse sur le sujet : Faceted Id/entity: Managing Representation in a Digital World.
A l'automne 2003, elle commence des études à l’Université de Californie, à Berkeley. Durant son cursus à Berkeley, elle effectue une variété de stages chez Google ainsi que chez Yahoo. Les sujets qu’elle aborde lors de ces stages sont exclusivement centrés sur le monde des blogs, l’étude des médias sociaux et les usages des jeunes dans le numérique. Elle termine son cursus avec un mémoire, qui est le suivant : Taken Out of Context: American Teen Sociality in Networked Publics .

### Carrière

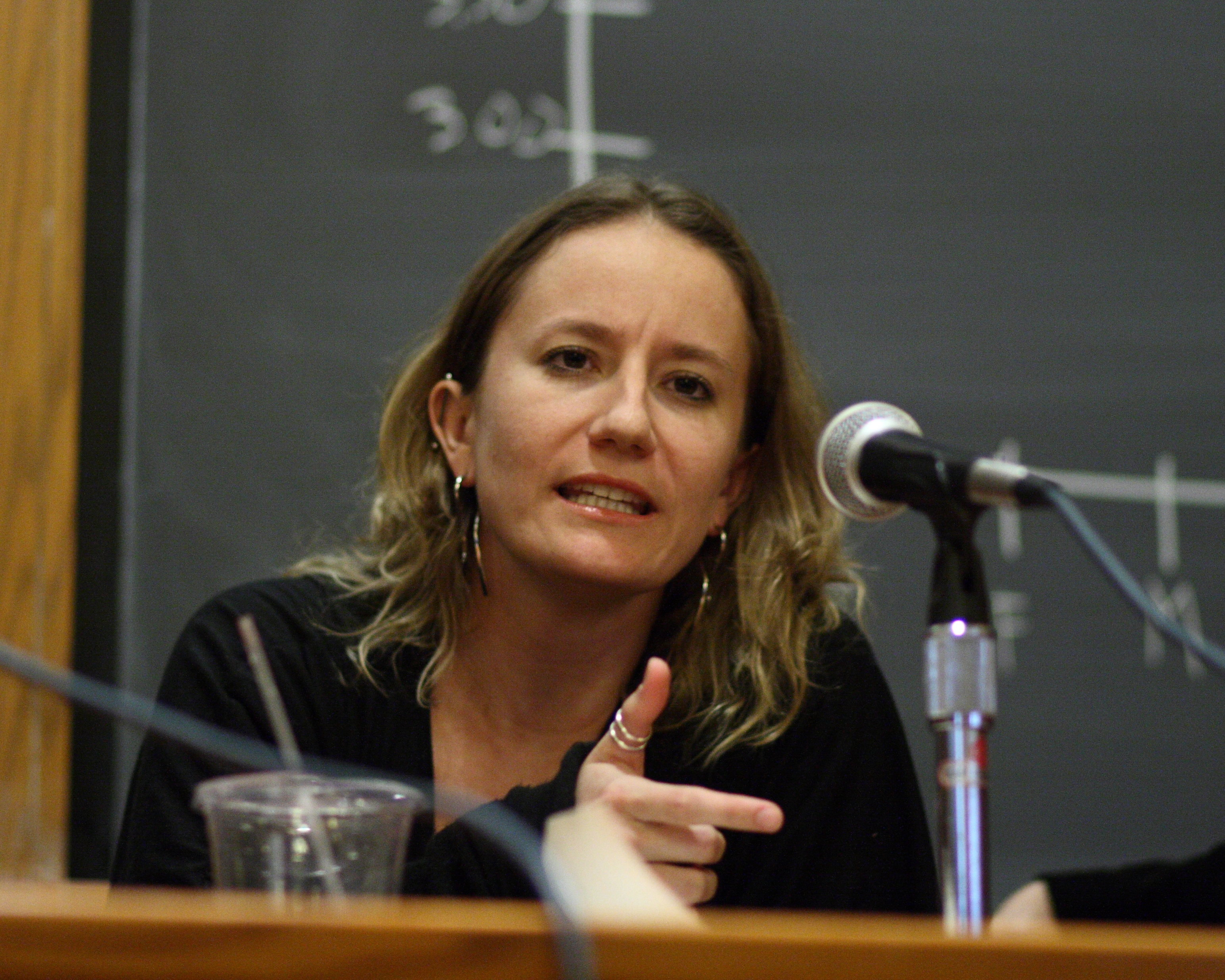
danah boyd au Writers on Writing about Technology roundtable à Yale annonçant la publication de The Best Technology Writing 2009 (Yale University Press), à laquelle elle a contribué.

De 2004 à 2005, Danah Boyd travaille comme chercheuse pour Google. Un an plus tard, elle exerce la même activité pour Yahoo et ce, jusqu'en 2006. Depuis 2007, elle travaille à l'Université Harvard, pour Microsoft Research (depuis 2009), à l'Université de New York (depuis 2011) et est fondatrice de Data & Society Research Institute (depuis 2013). Elle est également directrice de Crisis Text Line (depuis 2012).
Sa passion pour la science-fiction et l'informatique la mène à des études d'informatique à l'Université Brown, dans le Rhode Island, puis à l'Institut de technologie du Massachusetts, à Cambridge. C'est là, au début des années 2000, qu'elle commence à se pencher sur les réseaux sociaux. Friendster, MySpace, Facebook : suivant les modes, les usagers se déplacent de l'un à l'autre. La chercheuse les étudie en se concentrant sur les utilisateurs les plus jeunes.
Sa carrière débute à Harvard en 2007 en tant que membre affilié au Berkman Center for Internet & Society, dont elle fait toujours partie et où elle a suivi une recherche dans le département du droit. Cette année-là, elle publie une étude sur les adolescents utilisant Facebook et MySpace qui va à l'encontre des clichés traditionnels. Elle démontre que le réseau de Mark Zuckerberg, épuré et blanc, est à l'époque peuplé plutôt par des adolescents blancs et aisés. MySpace, personnalisable et clinquant, est au contraire fréquenté par les enfants des classes populaires et noirs. Son étude est reprise par les médias, et d'autres de ses écrits sont traduits et relayés sur des blogs francophones, des médias en ligne ou des revues de recherche.
En 2009, Danah Boyd s'engage auprès de Microsoft Research New England en tant que chercheuse à Cambridge (Massachusetts) et en 2013, elle obtient le grade de chercheuse principale. Elle décroche en 2011 un poste en tant que chercheuse assistante à l'Université de New York (NYU) dans le département Média, culture et communication. Danah Boyd fonde le Data & Society Research Institute en 2013 avec l'aide de Anil Dash (en) (cofondateur de ThinkUp and Activate) et John Palfrey (en) (Head of School (en) à la Phillips Academy).
Dans une interview donnée à France Culture, elle déclare être entrée dans le monde académique en tant qu’activiste. En s’engageant dans la recherche (notamment auprès de Microsoft Research), sa volonté est de veiller à ce que le public soit le plus informé possible en lui proposant des clés de compréhension. « En tant qu’activiste, je suis persuadée que le monde irait mieux si les gens étaient informés et avaient une approche plus nuancée des choses ». C’est ainsi qu’elle perçoit son engagement auprès de Microsoft Research.
Selon ses dires, les entreprises investissent dans la recherche industrielle, là où les universités n’ont pas toujours les fonds pour s’assurer que de telles recherches soient faites. Elle déclare alors que ces dernières n’ont pas pour but premier d’aboutir à la création d’un produit mais contribuent, avant tout, au bien public et à ce rôle d’information envers la société.
D'ailleurs, son intérêt se porte davantage sur les différentes applications et leurs utilisations que sur les dispositifs techniques eux-mêmes. Ainsi, dans une autre interview elle dit passer aisément d'un support technique à l'autre en fonction du contexte et de l'environnement. Elle utilise donc une multitude de supports (iPhone, ordinateurs portables, Kindle, etc) que ce soit pour son travail ou dans sa vie privée. Outre l'étude des médias sociaux et leurs utilisations, elle aime aussi se servir de ceux-ci comme un moyen d'expression. Elle est notamment très active sur Twitter.

## Changement de nom

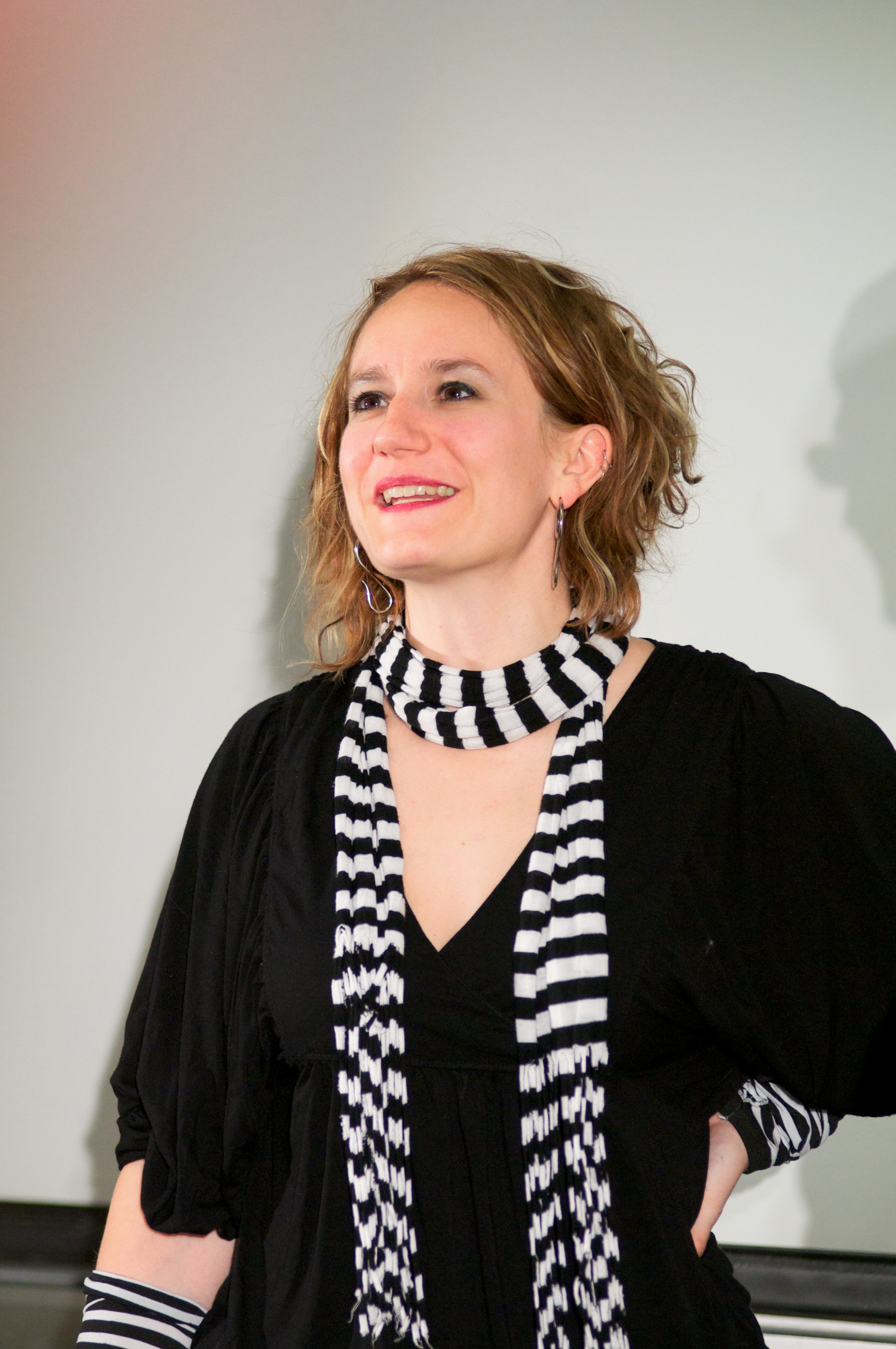
Danah Boyd à Boston en 2010

Danah Boyd est née Danah Michele Mattas. Sa mère ajoute le « h » parce qu’elle apprécie l’équilibre que cette lettre donne au nom. La mère de danah s’est remariée quand elle était jeune et danah décide alors d’ajouter « Beard » à la fin de son nom. Le nom qu’elle porte étant enfant est : Danah Michele Mattas Beard et ce jusqu’au collège. Au lycée, après le divorce de sa mère, elle entame une procédure de changement de nom, qui dure plusieurs années. C’est enfin durant l’été 2000 que Danah Michele Mattas obtient l’attestation légale de son changement de nom. Elle s'appelle désormais danah michele boyd. boyd vient de ses grands-parents maternels et plus particulièrement de son grand-père. Ce nom représente sa famille, sa culture et son héritage. Elle dit l'avoir choisi par respect. C’est une réelle volonté de l’autrice de laisser son nom sans lettres capitales. Il y a plusieurs raisons à cela, certaines sont politiques, d’autres plus personnelles. Tout d’abord, « danah » lui semble visuellement plus équilibré que « Danah ». Ensuite, le fait de mettre une majuscule à la première lettre du nom et du prénom ainsi que celle du premier pronom personnel singulier en anglais (« I ») lui parait également très égocentrique. Elle dira alors à ce sujet : « J’ai pensé que l’effort pour minimaliser l’individualisation pouvait commencer chez soi ». Écrire son nom d’une manière différente des normes est pour elle un moyen de le posséder pleinement. Considérant le nom comme une description de soi, elle décide de le choisir elle-même afin qu’il lui corresponde et qu’elle puisse s'identifier à lui.

## Vie privée
Dès l’adolescence, Danah Boyd est plongée dans Internet et s’interroge sur les questions de sexe et de genre. Sa rencontre avec une personne trans lui permet de douter de la dichotomie des genres, laissant de côté des réalités complexes comme celle des personnes intersexes ou trans. Elle s’identifie alors comme queer, refusant de se voir définie par son sexe, son orientation ou ses pratiques sexuelles et décrit sa sexualité comme « enracinée dans une combinaison d’amour et de désir qui n’a pas de frontières de genre ».
En 2013, elle donne naissance à un garçon Ziv Lotan Boyd. Son compagnon d’origine israélienne, Gilad Lotan, est spécialiste de l'informatique des données chez Betaworks (en) à New York. Elle annonce la naissance de son premier enfant sur son blog personnel, et sur Twitter la naissance de son deuxième enfant. Avant chaque naissance, Danah Boyd partage sur son blog ses incertitudes par rapport à son futur rôle de mère. Dans son post[Lequel ?], elle évoque sa chance d’exercer un travail qui lui offre des congés de maternité aussi souples.
Sur la question de la maternité, Danah Boyd évite un maximum de donner sens aux conseils des parents qui lui disent quoi faire, comment le faire, comment elle devrait se sentir à l’arrivée de ses enfants et à quel point ses priorités de carrière vont changer au profit de sa famille. Dans ces recommandations, Boyd dénonce le manque d’incompatibilité entre devenir mère et être une femme active, impliquée dans une carrière professionnelle. À sa chance de pouvoir gérer au mieux les deux rôles, elle oppose la difficulté qu’ont les femmes dans notre société à jongler entre famille et travail, pour des raisons dues à la culture du travail. Elle mentionne son utopie de pouvoir vivre dans un monde qui permettrait aux gens de faire leurs choix sans pression, et d’atteindre un équilibre entre travail et famille.
À la suite de son accouchement, la chercheuse mentionne également sur son blogue le fait qu'elle prévoit d'être injoignable électroniquement durant un certain temps. Elle pense de ce fait, donner une autre possibilité à ses collaborateurs et partenaires pour la contacter étant donné son absence à la commission durant cette période. Par ailleurs, elle promet de s'assurer de la bonne marche de la société en son absence, mais refuse de communiquer sur le déroulement et l'organisation de ses congés parentaux. Elle pense que le fait d’avoir et d'aimer un enfant lui permettront d’aimer d'autant plus ce qu’elle fait professionnellement, et ce malgré les personnes qui lui disent que le travail ne compte pas. La chercheuse réitère d’ailleurs sa volonté de continuer à être passionnée dans son travail avec l’arrivée de cet enfant. Par contre, elle recommande à toute personne désireuse d’un service de sa part, de le faire en ce moment et elle fera de son mieux. Elle est excitée que sa famille grandisse et est extasiée d’avoir été capable de construire une activité à but non lucratif.
Chaque année, elle s'accorde un temps de pause sans Internet afin de se reposer et de s'y consacrer pleinement.

## Publications

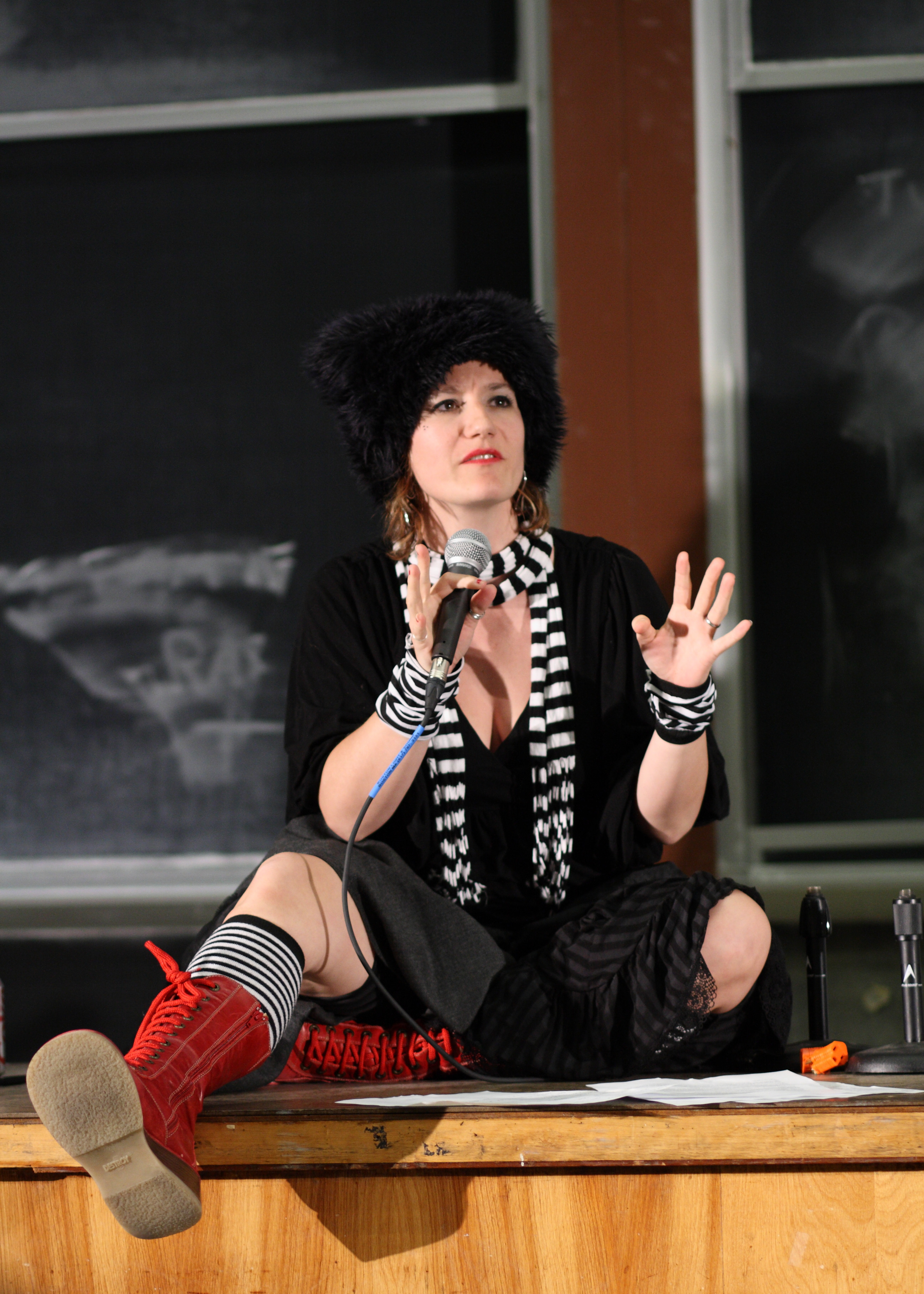
danah boyd durant l'ouverture du keynote of ROFLCon II

- C'est compliqué, les vies numériques des adolescents, C&F éditions, 2016[22], traduction de It's Complicated:  The Social Lives of Networked Teens, Yale University Press, 2014
- Nicole B.Ellison et danah boyd, Chapter 8 : Sociality through Social Network Sites, Oxford University Press, 2013
- (en) danah boyd (2011), White Flight In Networked Publics : How Race And Class Shaped American Teen Engagement With Myspace And Facebook, dans L. Nakamura et P. Chow-White, Race After the Internet, Routledge, 2011, p. 203‐222.
- Hanging out, messing around, and geeking out: kids living and learning with new media, Mizuko Ito, Sonja Baumer, Matteo Bittanti, dinah boyd, Rachel Cody, Becky Herr-Stephenson, Heather A. Horst, Patricia G. Lange, Dilan Mahendran, Katynka Z. Martinez, C.J. Pascoe, Dan Perkel, Laura Robinson, Christo Sims, Lisa Tripp. The MIT Press, 2009.
- (en) danah boyd, Taken out of context: American teen sociality in networked publics, thèse de PhD. Université de Californie-Berkeley, École d'information, 2008.

### C'est compliqué, les vies numériques des adolescents(2014)
En 2014, Danah Boyd publie C'est compliqué, les vies numériques des adolescents, pour inviter les parents à moins angoisser devant les réseaux sociaux utilisés par leurs enfants. Le livre a pour vocation d'expliquer aux parents ce que font concrètement leurs enfants sur Internet. Ainsi, la chercheuse s'attache à démonter plusieurs fantasmes et à nuancer les risques les plus couramment évoqués (cyberaddiction, perte d'identité, disparition de leur vie privée, harcèlement, mauvaises rencontres). Elle propose alors, de voir « les réseaux sociaux comme un espace public dans lequel les adolescents traînent »".

### (en)Nicole B.Ellison and danah boyd, Chapter 8:Sociality through Social Network Sites, Oxford University Press, 2013[24]
En 2007, Nicole B. Ellison et Danah Boyd essayent de consolider une définition des réseaux sociaux. Selon les deux chercheuses, ce sont « des services Web qui permettent aux individus de construire un profil public ou semi-public dans le cadre d’un système limité, d’articuler une liste d'autres utilisateurs avec lesquels ils partagent des relations et de voir et de croiser leurs listes de relations et celles faites par d'autres à travers la plate-forme » (boyd et Ellison, 2007). Les trois caractéristiques d'un site de réseau social semblaient être le profil, les listes de relations et la capacité fonctionnelle de traverser ces relations. Depuis lors, le paysage social et technique de ces sites a changé radicalement. Dans le chapitre 8 de l’ouvrage, les deux autrices situent leur évolution dans un contexte de Web 2.0 et discutent des défis liés à l’étude de sites de réseaux médiatiques et sociaux. En effet, définir ce que constitue les sites de réseaux sociaux devient de plus en plus contesté car les systèmes d’ordinateurs en réseaux prolifèrent et évoluent rapidement. Certaines des caractéristiques, qui les ont initialement distingués, se confondent désormais dans leurs significations tandis que d'autres se sont reproduites dans d'autres genres de médias sociaux.

### Race After the Internet:White Flight In Networked Publics: How Race And Class Shaped American Teen Engagement With Myspace And Facebook
Le livre Race After the Internet, de Lisa Nakamura et Peter Chow-White, regroupe différents essais d’auteurs aussi divers que variés touchant à plusieurs disciplines, afin de voir quel est l’impact des médias digitaux (et sociaux) et des nouvelles technologies sur la conception de la notion de race.
Voici la liste des contributeurs : danah boyd, Peter Chow-White, Wendy Chun, Sasha Costanza-Chock, Troy Duster, Anna Everett, Rayvon Fouché, Alexander Galloway, Oscar Gandy, Eszter Hargittai, Jeong Won Hwang, Curtis Marez, Tara McPherson, Alondra Nelson, Christian Sandvig, Ernest Wilson.
L’ouvrage comprend quatorze thématiques, et Danah Boyd est l’autrice du 9e chapitre intitulé White flight In Networked Publics : How Race And Class Shaped American Teen Engagement With Myspace And Facebook (à savoir : « Comment la Race et la Classe ont formé l'engagement des jeunes Américains avec Myspace et Facebook »).
Il s’agit d’une étude ethnographique que Danah Boyd a menée par le biais d’interviews de jeunes Américains dans une école de classe moyenne concernant le passage de MySpace vers Facebook entre 2006-2007.
La préférence de l’un ou l’autre réseau social va au-delà du choix des consommateurs. Selon elle, cela reproduit les catégories sociales que l’on observe dans la vie réelle. De fait, on reconstitue nos réseaux d’amitiés réelles sur le(s) réseau(x) virtuel(s). Donc, si nos amis s’inscrivent sur Facebook, et non plus sur MySpace, on fera de même. Les groupes d’utilisateurs se rassemblent aussi selon des référents spatiaux (ex : ghetto), des centres d’intérêts (ex : goûts musicaux) et des valeurs. Toujours selon boyd, le mouvement des jeunes de MySpace vers Facebook reproduit l’Histoire tragique du White flight (= la migration des personnes d'origine européenne hors des zones urbaines).
Il y a deux manières d’entrer en contact avec MySpace. Soit on s’y inscrit pour suivre des groupes musicaux (dans ce cas-ci surtout des groupes de rock indépendant et de hip-hop), soit par le bouche-à-oreilles, notamment par le biais des membres de notre famille, d’amis ou de rencontres dans divers contextes (église, vacances, activités sportives…). D’un point de vue géographique, MySpace touche d’abord la côte Ouest des États-Unis (car le site est lancé à Los Angeles), puis se propage vers la côte Est. Les centres urbains sont également touchés avant les banlieues et les campagnes.
MySpace bénéficie alors d’une couverture médiatique à double tranchant : soit les jeunes s’inscrivent parce que les médias en parlent comme un effet de mode, soit les adolescents l’évitent à cause des risques exposés par les médias.
Si tout le monde ne s’inscrit pas directement sur Facebook, c’est parce que ce nouveau réseau était limité aux étudiants universitaires lors de sa création en 2004 (et plus spécialement Harvard), ce qui donnait un côté « élitiste » et « intellectuel » au réseau social. Son accès faisait alors partie du rite de passage lors de l'entrée à l’université. À partir de 2005, Facebook est accessible par les étudiants du secondaire, et enfin en 2006 par tout le monde (13 ans minimum), ce qui donne alors un choix plus libre entre MySpace et Facebook.
Si beaucoup de jeunes s’inscrivent sur les deux réseaux, ceux qui ne choisissent que l’un d’entre eux semblent venir de milieux différents. MySpace attire davantage les jeunes appartenant à des sous-cultures, ou à des milieux moins privilégiés, et comme l’a remarqué Danah Boyd les noirs et les latinos (même si les critères de races et d’ethnies sont aussi liés à des facteurs socio-économiques). Alors que Facebook attire la masse dite ordinaire, une élite universitaire, de blancs et d'asiatiques.
Un premier essai sur ses observations, publié sur son blog en 2007, a suscité la controverse auprès des internautes. D’autres chercheurs ont alors partagé avec elle le même genre d’observations.

### Hanging out, messing around, and geeking out: kids living and learning with new media[27]
Comment les jeunes américains communiquent avec leurs familles et amis en sachant qu’ils bénéficient à présent de smartphones et sont sur les réseaux sociaux ? Comment ces jeunes intègrent ces nouveaux médias dans leur vie de tous les jours ?
Ce livre, financé par le Digital Media and Learning Initiative de la fondation MacArthur, est le fruit de trois années d’études ethnographiques durant lesquelles de nombreux chercheurs ont tenté de répondre à ces nouvelles questions. Cette œuvre ne met pas seulement en avant cette nouvelle génération numérique mais on peut aussi y retrouver certaines questions telles que l’inégalité d’accès et de participation ou les conflits entre jeunes et adultes à propos du développements des nouveaux médias…
Danah Boyd contribue au chapitre 2, Friendship, en tant qu’autrice principale ainsi qu’au chapitre 3, Intimacy, dans lequel elle a développé le sujet suivant : The Public Nature of Mediated Breakups. Dans le chapitre 2, la chercheuse souligne le fait que les jeunes aiment raconter des potins, partager de l’information, flirter, se donner rendez-vous et rompre…Néanmoins, tout cela pouvait s'observer dans  les générations précédentes. Le changement vient du fait que maintenant, ces échanges ont changé et n’apparaissent plus seulement dans la vie réelle mais aussi à travers les réseaux sociaux. Dans The Public Nature of Mediated Breakups, danah b. dépeint la relation amoureuse de deux adolescents (leur relation réelle et virtuelle), depuis le jour de leur rencontre jusqu’à leur rupture.
Cet ouvrage se distingue par la richesse de son corpus, allant du partage de musiques jusqu’aux ruptures de couple en ligne. Chaque chapitre de ce livre est agrémenté d’un témoignage qualitatif avec les jeunes et sa collaboration unique caractérisée par la dynamique d’un grand nombre de chercheurs (réseau d’auteurs, de collaborateurs ainsi que d’institutions). Il présente, de façon très détaillée, la manière dont les jeunes apprennent et interagissent avec leurs pairs au travers de ces nouveaux moyens de communication. De plus, il donne l’occasion de réfléchir à l’utilisation des nouveaux médias ainsi qu’à leur éventuelle intégration dans l’enseignement.

### Taken out of context: American teen sociality in networked publics

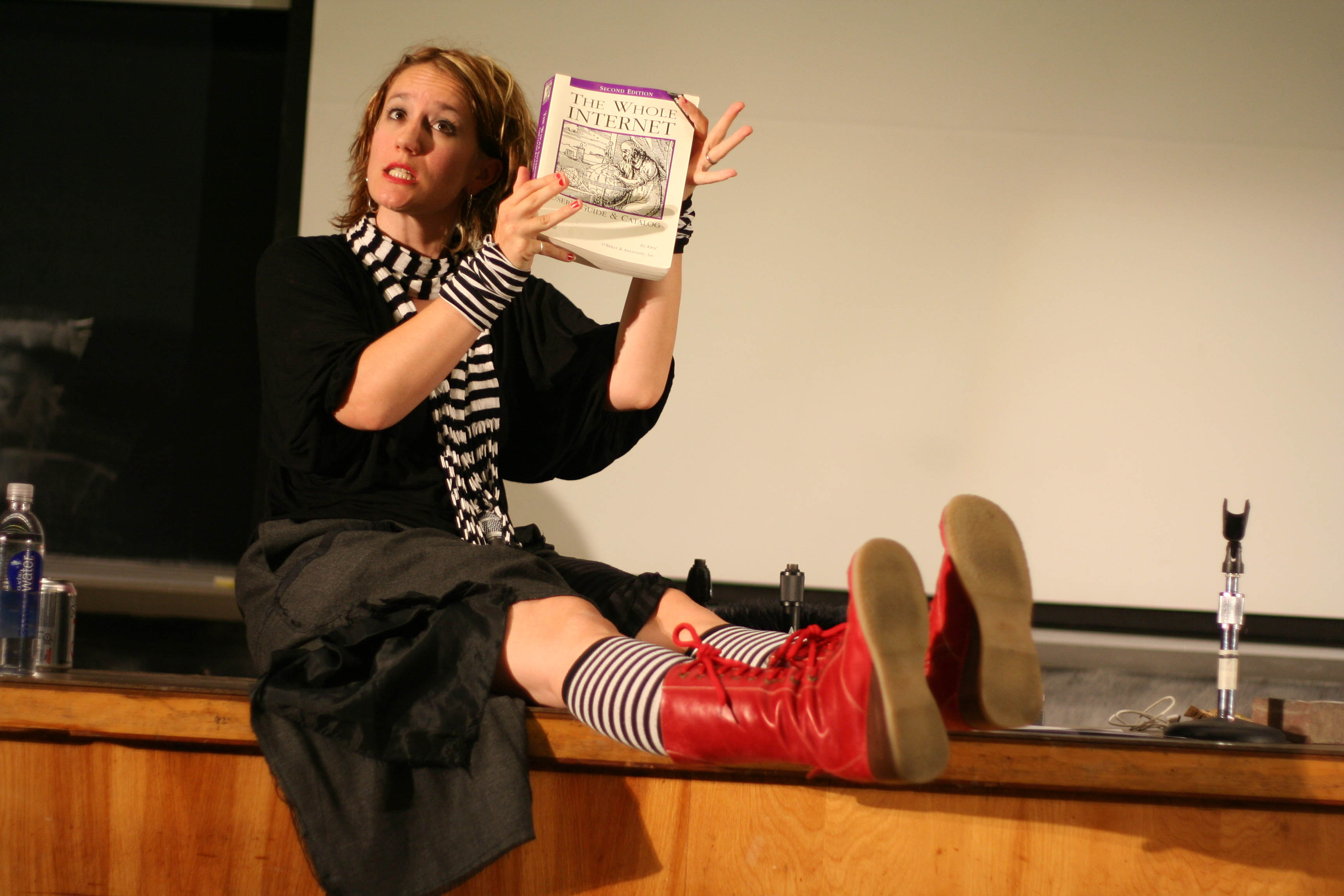
danah boyd en 2010

En 2008, Danah Boyd écrit une thèse de doctorat portant sur « la sociabilité des adolescents américains dans les espaces publics en réseaux »(Taken Out of Context : American Teen Sociality in Networked Publics). Elle pense que comprendre les adolescents permet de comprendre la technologie. Elle articule ainsi sa réflexion autour du conflit constant entre ce que les personnes imaginent qu’ils se passent dans les réseaux et ce que les jeunes y vivent réellement : « j’essaye de comprendre où résident les risques réels, les complexités, l’écart entre les possibilités offertes et la manière dont on les interprète ». Cette thèse lui permet d’avoir un regard plus précis sur la manière dont les adolescents américains utilisent les réseaux sociaux comme Facebook ou Myspace pour entrer en relation avec leurs pairs. En effet, ces réseaux sociaux sont en grande partie utilisés par les adolescents et ce quotidiennement pour parler, partager ou y passer du temps tout simplement. Cependant les adultes manifestent une certaine crainte vis-à-vis de ces réseaux qu'ils connaissent peu.
Les interactions sur Internet ont aussi fait partie de l’adolescence de la chercheuse, elle est donc très bien placée pour observer le phénomène. Pour comprendre ce dernier, Danah Boyd adopte (durant ses deux ans et demi de recherche) une position d’ethnographe. Cette méthode nécessite l’analyse de nombreuses pages Facebook et Myspace ainsi que l’interview de cent enfants qui utilisaient ces réseaux sociaux. Cela permet de voir non seulement l’implication des adolescents sur ces plateformes, mais également la manière dont cette participation contribue à trois ensembles très importants dans leur vie: la représentation de soi (relation avec soi-même), la relation avec leurs pairs et la relation avec les adultes. Plus précisément, Danah Boyd analyse trois axes à travers sa thèse. Elle s'attache d'abord à la production de l'identité, à savoir, comment les jeunes s'expriment dans les médias sociaux. Ensuite, elle s'intéresse à comment ils se sociabilisent et utilisent les médias sociaux pour s'engager dans une interaction sociale, et finalement, comment les jeunes composent avec les parents et le pouvoir qu'ils appuient sur eux.
Encore une fois, Danah Boyd ne considère pas ces complications comme nocives pour les adolescents ou comme des faiblesses pour les réseaux sociaux. Selon la chercheuse, les jeunes ont toujours trouvé la manière d'être sur Facebook ou Myspace malgré les restrictions parentales. D'ailleurs, beaucoup de parents continuent à croire que les réseaux sociaux sont risqués pour leurs enfants et ne voient pas les bienfaits que peuvent entraîner une telle participation. Or, Danah Boyd perçoit ces réseaux comme des endroits où l’on peut justement apprendre beaucoup au sujet des relations sociales. Selon elle, au fur et à mesure, les adolescents ont appris à manier les réseaux sociaux et à la suite de cela, ils sont capables de gérer les inconvénients et la complexité que génèrent ces sites (les audiences invisibles, l’effondrement des contextes et le flou public/privé). D’un côté, nous avons ces nouvelles technologies qui bouleversent la vie publique et de l’autre, nous avons les adolescents qui, grâce à leur investissement sur ces sites, reconfigurent la technologie elle-même.
Grâce à cette thèse financée par la fondation MacArthur, Danah Boyd a voulu réfuter certains mythes qui prolifèrent autour de l'utilisation des réseaux sociaux. Cette recherche a donc donné la parole aux adolescents américains en ayant l’espoir que les adultes les comprennent.

### Faceted Id/entity: Managing representation in a digital world
La thèse réalisée par Danah Boyd lors de son cursus à l’Institut technologique du Massachusetts s’articule autour d’une théorie expliquant comment et pourquoi les internautes utilisent le contexte pour transmettre seulement une facette de leur identité lors d’interactions sociales.

## Méthodologie en recherche digitale

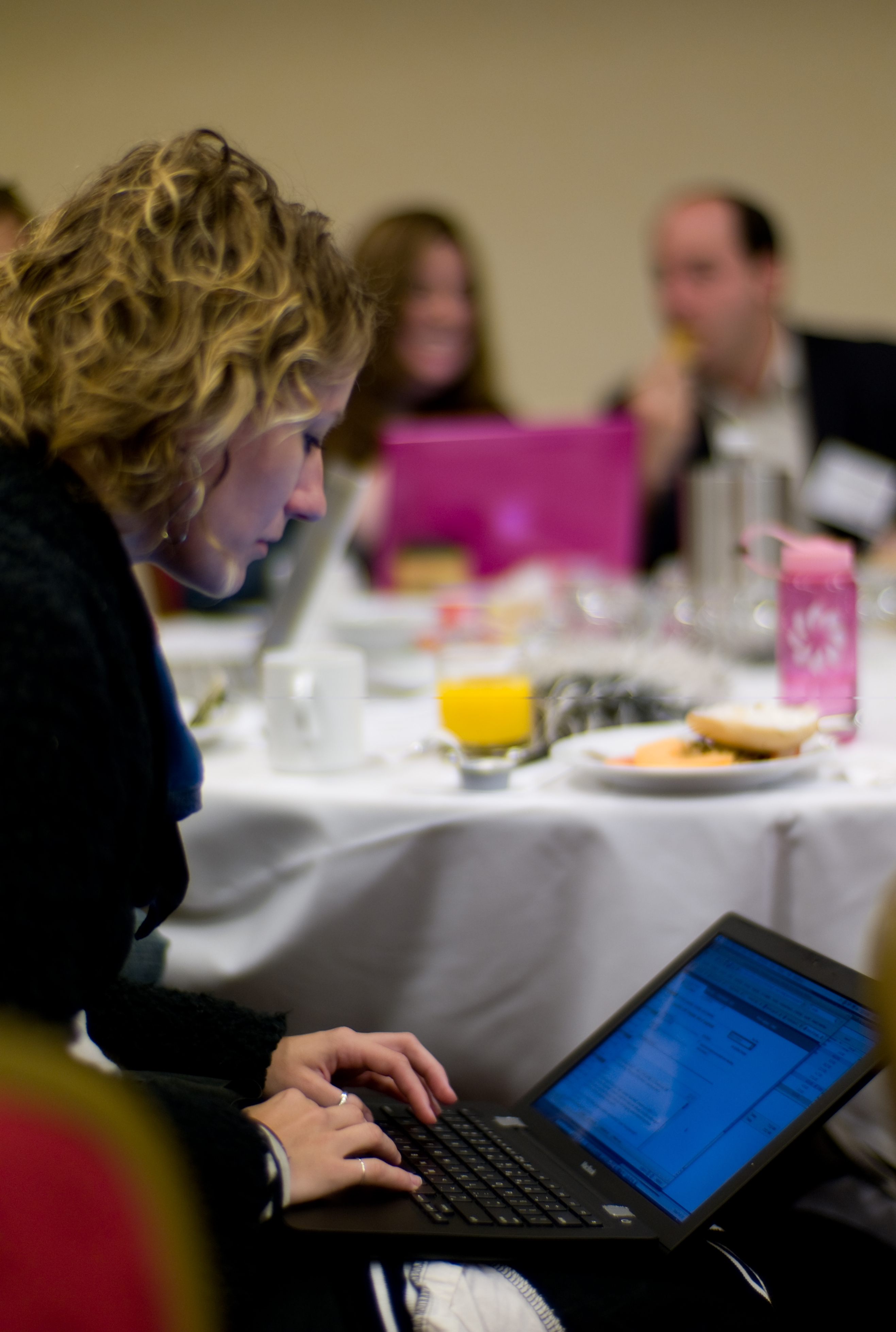
Danah boyd en 2007

Dans l’article Making Sense of Teen Life : Strategies for Capturing Ethnographic Data in a Networked Era, boyd explique la méthodologie qu’elle applique dans ses recherches. De manière générale, la méthode est divisée en quatre parties distinctes :
- Immersion dans la pop culture et la sous-culture des adolescents (par exemple, pour comprendre les références culturelles des adolescents, danah boyd consomme des médias qui sont populaires auprès de ces derniers).
- Observation participante et analyse de contenu des activités des adolescents sur les médias sociaux.
- Observation participante et deep hanging out dans les espaces physiques où les adolescents se réunissent.
- Entretiens ethnographiques semi-directifs.

Pour elle, les recherches ethnographiques sur Internet peuvent avoir de l’intérêt. Cependant, comme d’autres chercheurs dont Kendall, Bennett, Miller ou encore Slater l’ont souligné, prendre le contexte en considération et reconnaître des liens entre les contextes en ligne et hors ligne est essentiel, même quand on tente de comprendre des pratiques médiatiques. 
Par ailleurs, même si ses recherches se centrent sur les réseaux sociaux, cela ne signifie pas qu'elle questionne uniquement les adolescents sur la technologie. Par exemple, lors d'une de ses interviews avec une adolescente, cette dernière lui racontait comment MySpace révèle les groupes exclusifs qui sont visibles dans cour de l'école, comment les téléphones portables sont devenus les nouvelles baskets Nikes, etc. et peuvent être potentiellement des marqueurs de statut. Ce qui, selon Danah Boyd, souligne l'importance d'étudier ces technologies en contexte. 
Pour trouver des adolescents à interviewer, la chercheuse identifie des communautés locales, où elle pense qu'il sera possible de trouver des personnes à interroger. Comme chaque communauté a ses propres particularités et limitations, Danah Boyd essaie toujours d'en choisir une qui est la plus différente possible de la précédente. Elle privilégie les communautés où elle connaît un informateur local (éducateurs, libraires, centre de jeunes, etc.) qui lui permettra d'obtenir un échantillon représentatif des adolescents. Pour ce faire, elle demande à son informateur local de ne pas lui présenter des adolescents dont les parents sont académiciens ou travaillent dans la technologie.  
Bien sûr, Danah Boyd est consciente que les informateurs peuvent ne pas être objectifs. C'est pourquoi, pour s'assurer qu'elle rencontre des adolescents qui représente la communauté en général, elle collecte les données de recensement de ces communautés et visite différentes parties de la ville à l'aide de Google Maps, pour mieux sentir la communauté. Elle se rend également au cinéma, dans les centres commerciaux et aux événements sportifs pour voir quels adolescents sont présents. En plus de cela, elle va voir les pages MySpace et Facebook en lien avec ces communautés. 

## Interventions

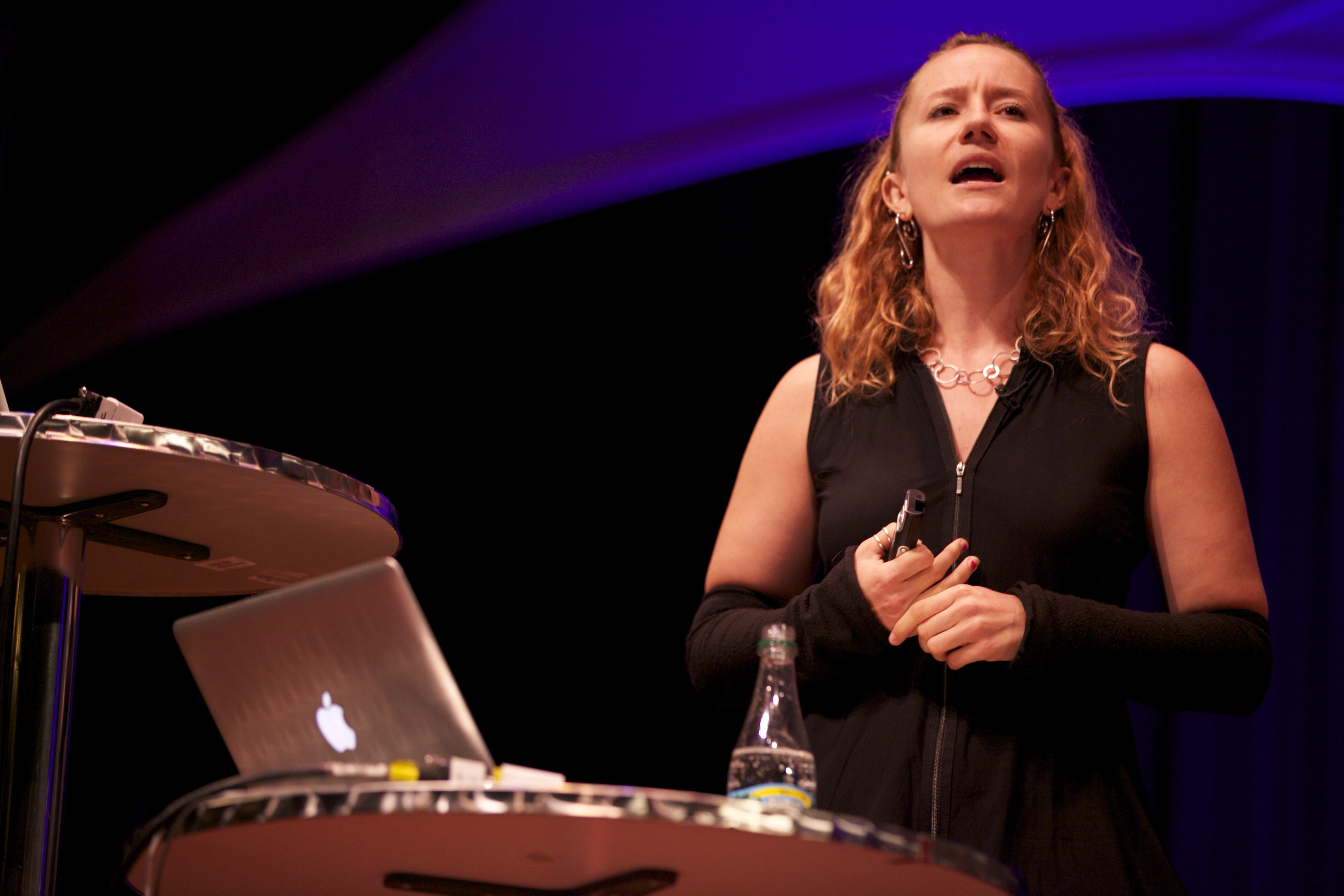
danah boyd en 2011

### Vivre dans un monde de flux
Lors de la Web 2.0 Expo de New York de 2009, danah boyd présente les conséquences liées au fait de vivre dans un monde de flux et en dresse la liste des limites. Le titre de cette présentation est Streams of Content, Limited Attention: The Flow of Information through Social Media (Flux de contenus, attention limitée : le flot d’informations dans les médias sociaux). Lors de cette exposé, Danah Boyd explique que les sites d’informations ont, pendant longtemps, été une destination. En effet, accéder à l’information a été un processus, produire l’information une tâche. Elle poursuit son explication en disant que « nous sommes passés des médias de diffusion aux médias en réseau, ce qui modifie fondamentalement la manière dont s’écoule l’information ».
De nos jours, chacun a la possibilité « de créer, diffuser et relier ses propres contenus via Internet », dit-elle. Toujours selon la chercheuse : « les technologies Internet démantèlent et remanient les structures de distribution ». Elle explique aussi que l’acte de distribution a moins d’importance que l’acte de consommation et ce, même si les obstacles à la distribution s’effondrent. Pour danah boyd donc, « le démantèlement des structures traditionnelles de distribution nous pousse à construire de nouvelles formes de diffusion de l’information ». Elle interroge ainsi sur la manière dont l’information circule aujourd’hui et ce qui a changé par rapport à ce qu’il se passait auparavant. Elle en arrive ainsi à évoquer quatre fausses idées sur la révolution numérique.

### Danah Boyd et la question du Big Data[5]
À la différence de la représentation que les jeunes ont du Big Data, celle d’une masse de données disponibles et quantifiables, Danah Boyd perçoit quant à elle un phénomène social, technologique et savant. Un phénomène qui part de l’obsession que toutes ces données vont permettre de comprendre l’humanité et de résoudre tous les problèmes du monde. Pour la chercheuse, l’enjeu est ailleurs. Plus il y a de données, plus les entreprises peuvent les monnayer. Ces données collectées par ces dernières et par l’État sont analysées et posent alors des questions relatives aux jeux de pouvoir et à l’intimité.
Dans une interview avec le SFR player, Danah Boyd met aussi les chercheurs en garde face à l'utilisation de ces données. Bien qu'elle considère que celles-ci soient très intéressantes dans une recherche en raison de leurs richesses d'informations et des corrélations importantes qu'elles permettent, elle rappelle qu'il est essentiel de garder un esprit critique lors de leur interprétation afin d'éviter les biais.
Une autre question qui se pose aux États-Unis est celle de la surveillance de l’État. Ainsi, Danah Boyd s’interroge sur la finalité de l’utilisation des données : « Ces données vont-elles servir un idéal ? Vont-elles être utilisées pour le plus grand nombre ? ». Comprendre les possibilités offertes par ces données et les risques qui y sont liés, n’est selon elle, pas chose aisée. Dans son entretien, elle cite le travail The pathetic dot theory de Lawrence Lessig qui déclare que toute forme de régulation sociale est déterminée par quatre forces : le marché, les lois, les normes sociales et l’architecture technologique. Lorsque ces forces sont orientées dans une même direction, des changements sociaux massifs apparaissent. Généralement, ces forces ne sont pas alignées et le but recherché est donc l’alignement. Le rôle que se donne la chercheuse, à travers l’analyse du Big Data, est d’aider le public à comprendre la complexité du phénomène pour que « les normes sociales puissent activer un changement social plus global ».

### Networked Norms: How Tech Startups and Teen Practices Challenge Organizational Boundaries, 2013
Cet exposé a été écrit pour la conférence de TechKnowledge mis sur pied par l'American Society for Training & Development. Il a été initialement intitulé L'apprentissage en réseau: comment les travailleurs de demain vont changer les organisations d’aujourd’hui ?. Cette conférence est notamment un de ses travaux en cours.
Pour comprendre comment les travailleurs de demain font évoluer les organisations d’aujourd’hui, elle s’appuie sur ce qu’elle a compris à propos de la culture des start-ups, de l’industrie de la technologie, ainsi que des recherches qu’elle a réalisées sur certaines parties de la vie des adolescents, même si elle dit que les adolescents ne sont pas nécessairement une bonne indication pour le futur car ceux-ci sont dans une étape de la vie particulière. Cependant, elle invite tout de même à repenser les comportements et les pratiques des adolescents et des technologues, avec une vision plus actuelle.
Au sein de grandes entreprises, Danah Boyd avance que nous prenons pour acquis les frontières organisationnelles. En effet, selon la chercheuse, la logique organisationnelle traditionnelle suggère que la plupart des employés des grandes entreprises ne doivent surtout pas parler à d'autres personnes, mais uniquement à celles de leur organisation afin de réaliser leur travail. Dans ce cadre, les entreprises sont très protectrices de leurs biens et voient tout partage de connaissances avec les «concurrents» comme un affaiblissement de leurs actifs de base.
Pour un adolescent qui grandit dans un monde en « réseau », ce modèle n’a absolument aucun sens. S’ils ont accès à l'Internet, ils ont développé une sensibilité pour l'obtention de connaissances à partir d'une grande variété de sources. Cela contredit ainsi totalement le principe de nombreuses organisations.
La chercheuse aborde ainsi cette question via trois grands axes : les changements dans le développement de logiciels et le secteur de la technologie, la dynamique de la culture de la jeunesse et les implications que ces dynamiques ont pour la culture organisationnelle au sens large.

### L’échange de sextos chez les adolescents et son impact sur le secteur des technologies
Cette conférence de Danah Boyd aborde la problématique de l’échange de contenus à caractère sexuel par les adolescents. Ce procédé appelé sexting pose de nombreuses questions d’ordre moral et culturel mais a également un impact sur l’industrie du web. La conférence aborde les aspects légaux et quelques cas problématiques de sexting. La chercheuse invite alors à une réflexion autour de ce thème.

## Récompenses et honneurs
En 2009, le magazine Fast Company désigne danah boyd comme étant : « l'une des femmes les plus influentes dans le secteur des technologies ». En 2010, l'Association américaine de sociologie lui remet le prix de Sociologie publique dans le secteur des Technologies de la communication et de l'information et le magazine Fortune la nomme universitaire la plus douée dans le secteur des technologies ainsi qu'experte sur la manière dont les jeunes utilisent Internet (the reigning expert on how young people use the Internet). Elle est également incluse dans le classement TR35 (en) des meilleurs innovateurs de moins de 35 ans.
Danah Boyd participe à de nombreuses conférences académiques, au SIGIR (en), au SIGGRAPH, au CHI (en), au Personal Democracy Forum ainsi qu'à l'Association américaine pour l'avancement des sciences. En 2010, elle prononce le discours d'ouverture du SXSW Interactive et du WWW où elle parle du Big Data, de la publicité et de la vie privée,,. En 2008, elle fait également une apparition dans le documentaire Growing Up Online de l'émission de télévision Frontline où elle s'exprime sur la jeunesse et la technologie.
Le magazine Foreign Policy intègre Danah Boyd dans le classement Top 100 Public Intellectuals Poll de 2012 pour avoir montré que le Big Data n'est pas forcément de la meilleure information (« for showing us that Big Data isn't necessarily better data »).
En 2013, elle reçoit le SXSW Interactive Festival Hall of Fame.

## Vidéos
- danah boyd présente It's Complicated à la libraire Politics and Prose de Washington, 2014.
- danah Boyd présente le discours d'ouverture sur les réseaux sociaux au 14e Symposium Annuel de la Communication à l'Institut de Communication de Bernard L. Schwartz, 2014.
- danah boyd à la Nais Annual Conference discutant de la culture jeune, 2013
- danah boyd donnant une conférence sur la culture de la peur, Webstock 2012
- danah boyd au Hyperpublic Symposium, discutant autour de la question de la vie privée chez les jeunes via leurs comportements sur les réseaux sociaux., juin 2011.
- Hanging out, messing around, and geeking out: kids living and learning with new media, 2010.
- danah boyd présente Streams of Content, Limited Attention à la Web 2.0 de New York en 2009.
- danah boyd présente Connecting with Communities à la Web 2.0 de New York en 2010.